# Garnierius werneri
Garnierius werneri là một loài bọ cánh cứng trong họ Cerambycidae.